# Landgoed Beerschoten
Beerschoten is een landgoed in de Nederlandse gemeente De Bilt, gelegen naast de N237. Het grootste deel is sinds 1966 eigendom van Het Utrechts Landschap. Diverse onderdelen zijn opgenomen in het register van rijksmonumenten.

## Gebiedsbeschrijving
Het landgoed bestaat voornamelijk uit ongemengd bos. Er zijn meerdere wandelroutes, voornamelijk over beukenlanen en lanen met douglassparren. Smalle paden worden soms door een berceau geleid. Er is een beeldenpark met eenendertig monumentale werken van de kunstenaar Jits Bakker. Verder is er een winkel en een horecapaviljoen.
Beerschoten grenst aan de landgoederen Houdringe en het Panbos die ook in beheer zijn bij Het Utrechts Landschap. Samen vormen ze een natuurgebied van circa 379 hectare dat deel uitmaakt van de ecologische hoofdstructuur (EHS). Het valt als landelijk gebied in categorie 3. Dit houdt in dat het de functies heeft van natuur, recreatie en bestaande extensieve woningbouw. Een doelstelling van de eigenaar is om fragmentatie van waardevolle gebieden tegen te gaan, daarom wordt er aan gewerkt het bosgebied ten noorden van Den Dolder via een ecologische verbindingszone aansluiting te geven op het Panbos.

## Geschiedenis
Beerschoten was vanaf de 12de eeuw tot aan 1580 onderdeel van het vrouwenklooster in de Bilt. Het hedendaagse landgoed functioneerde in die tijd als een uithof van het klooster. In 1680 werd Beerschoten door de Staten verkocht aan Jacob Martens. Het was toen circa 28 morgen groot. Martens zette een nieuw huis op de plaats waar het huidige huis nu staat. Dit was niet ver van de boerderij die op het landgoed was gelegen. De formele aanleg op het landgoed werd gerealiseerd in de 18de eeuw.
De familie Steengracht van Oostcapelle kocht het landgoed in 1820 over en heeft sindsdien het landgoed steeds vergroot. In 1840 was het landgoed 179 bunder, 93 roeden en 22 ellen groot. Het kadastrale minuutplan van 1824 geeft het landgoed Beerschoten weer. Hier zijn twee sterrenbossen te zien: de konijnenberg (links) en de vissenkom (rechts).
Op de kaart van het jaar 1890 is te zien dat het landgoed is veranderd. Vier van de zes lanen die op de Vissenkom uitkwamen zijn verdwenen. Hiernaast zijn er twee lanen aangelegd bij de Konijnenberg en is het wandelpadenstelsel uitgebreid. Het is waarschijnlijk Jan David Zocher geweest die hiervoor heeft getekend.
In het jaar 1889 brandde het landhuis af en werd er een nieuw huis gebouwd in de neorenaissancestijl. In 1920 werd op het landgoed een metaalwarenfabriek gevestigd, in het voormalige koetshuis. In 1976 werd deze overgeplaatst naar Hilversum.
In 1966 werd het landgoed Beerschoten aangekocht door het Utrechts Landschap. Het landhuis en de omringende tuin is in die tijd aangekocht door Grontmij. Twee jaar na de overplaatsing van de metaalwarenfabriek kocht en restaureerde het Utrecht Landschap het koetshuis.
In 2002 kwam het landhuis in particuliere handen.
In 2004 werden diverse onderdelen van Beerschoten aangewezen als rijksmonument, waaronder het landhuis, de tuinmanswoning, een ijskelder, een brug en de parkaanleg.
In de huidige topografische situatie is er te zien dat veel slingerpaden in het zuidelijke deel van het landschap zijn verdwenen.

## Ecologie

### Fauna

#### Zoogdieren
De dassen hebben na lange afwezigheid weer hun intrek gevonden op landgoed Beerschoten. Een van de redenen hiervoor is de plaatsing van de dassenburcht op het gebied. De soort heeft daarnaast baat bij de faunapassages die tussen de verschillende gebieden aangelegd zijn en de vele akkers op Beerschoten. Hier komen veel regenwormen voor door het bemesten van de akkers.
Naast de dassen is er ook een grote konijnenpopulatie in Beerschoten; het betreft een van de laatste vitale populaties konijnen uit de provincie Utrecht. Overige zoogdieren op het landgoed zijn de boommarter (sinds 2008), haas, egel, mol, hermelijn, wezel, bunzing, vos, ree, eekhoorn, beemdspitsmuis, rosse woelmuis en bosmuis.
Er komen er ook dwergvleermuizen en grootoorvleermuizen voor op Beerschoten. Voor deze diersoorten is een plek ingericht in de ijskelder op landgoed Beerschoten.

#### Reptielen en amfibieën
In en nabij de wateren van Beerschoten komt de ringslang voor. Een andere slang, de adder, is inmiddels uitgestorven in het gebied en in de gehele provincie Utrecht. Er leven vele algemene amfibieën zoals de middelste groene kikker, kleine watersalamander, bruine kikker en de gewone pad. Ook de kamsalamander komt voor in Beerschoten.

#### Insecten
Er zijn meerdere graslandvlinders te vinden op landgoed Beerschoten, waaronder het bruin zandoogje, het icarusblauwtje, het boomblauwtje, de kleine vuurvlinder, het zwartsprietdikkopje, het klein geaderd witje, de eikenpage, het bont zandoogje en het groot dikkopje. Verder komen op Beerschoten veel soorten libellen voor. Ook de geelgerande watertor is gezien in Beerschoten, evenals in Houdringe.

### Flora
De flora van landgoed Beerschoten bestaat uit drie soorten vegetaties: grasland-, akker- en bosvegetatie

#### Grasland
De graslanden in Beerschoten zijn voornamelijk samengesteld uit gewoon struisgras, jacobskruiskruid, schapenzuring en sint-janskruid. De graslanden bevatten los van de eerder genoemde soorten ook borstelbies,white ball, kleefkruid en roodzwenkgras. Sommige graslanden worden begraasd door konijnen, terwijl anderen begraasd worden door schapen. Ook is er een grasland dat bemest wordt door het jaar heen.

#### Akkerland
De akkers op Beerschoten worden op twee manieren verbouwd. De eerste akker is ongeveer 1,3 hectare. Op deze akker wordt wintergraan verbouwd en ligt de nadruk op flora. De akker wordt het zesde jaar braak gelegd. Het kan hier gaan om zowel groene als zwarte braaklegging (boekweit of phacellia). De andere akker is 7,5 hectare groot en hierop wordt eeuwige roggebouw uitgevoerd. Deze akker komt niet braak te liggen. In plaats van oogsten wordt er gemaaid en wordt het maaisel na minimaal 10 dagen afgevoerd. Er wordt bij deze akker aan de noord- en zuidzijde een kruidenzoom gecreëerd van 12 meter wat bij de bossen moet overgaan in struweel. Deze kruidenzomen worden om en om eens in de twee jaar gemaaid. Langs de waterstrook wordt een zoom van 5 meter aan grasland gehanteerd die twee keer per jaar gemaaid en afgevoerd wordt.

#### Bos
De meest voorkomende bomen zijn eik, beuk, douglasspar en grove den. Daarnaast zijn ook robinia, linde en gewone vlier te vinden in de bossen. Ook is er veel rododendron aanwezig in het gebied.
De kruidlaag in de bossen bestaat voornamelijk uit varens en grassen.

## Beheer

### Graslanden
De graslanden werden tot in de jaren negentig verpacht aan boeren. Over het algemeen zijn deze graslanden soortenarm. Dat staat in verband met de jaarrondbegrazing (voornamelijk door schapen). Hierdoor blijven alleen de hoogproductieve grassen lang overheersen en krijgen kruiden geen kans tot bloei, afgezien van niet-eetbare kruiden. Het beheer richt zich er in deze periode op om het aandeel hoogproductieve grassen terug te dringen door ze te maaien. Het doel hiervan is om op korte termijn een bloemrijk grasland te verkrijgen.

### Akkers
De dispersie van zeldzame akkerkruiden is een probleem. De akkers op Beerschoten zijn namelijk niet rijk aan kruiden. Dit moet worden opgelost door zaad van botanisch waardevolle akkers te verplaatsen en planten op het landgoed. Het is daarbij van belang om de akkers licht te bemesten met ruige stalmest. Dit is het eindproduct van verse mest waardoor via bacteriën, voedingsstoffen vrijkomen. Dit type mest is van invloed op de bodemkwaliteit door het te verrijken met onder andere stikstof en ammoniak. Voor de vogels in het gebied (en andere fauna zoals de dassen) is dit voordelig omdat het een grote wormenpopulatie naar de akker toetrekt. Voor weidevogelbeheer is de optimale mestgift zo’n 15 ton ruige stalmest per hectare per jaar.

### Bossen
De bomen die voorkomen op landgoed Beerschoten zijn grotendeels de eik en de beuk, die ook op andere landgoederen vaak worden teruggezien.  Het beukenbos in het kleine sterrenbos op Beerschoten is eenvormig, wat wil zeggen dat er op die plekken alleen beuken groeien. Het noorden van Beerschoten wordt gedomineerd door de grove den.
Tijdens een wandeling door het landgoed valt het ongemengde karakter direct op, zoals in het sterrenbos van Beerschoten. Dit wordt aan de hand van dunningen in stand gehouden, gericht op een snellere ontwikkeling van het zware beukenhout. Ook zijn er gemengde delen bos. Daar waar de groei van gezonde bomen wordt belemmerd worden enkele bomen geveld (in de buurt van paden) of geringd.

### Grondwaterstand
Beerschoten had van origine een belangrijke hydrologische gradiënt in het gebied. Het zuidwesten was nat, en op de hoger gelegen stukken was er sprake van infiltrerend regenwater. Data van bodemkaarten geven aan dat in 1959/1960 in Beerschoten het water in ‘natte’ periodes tot de oppervlakte kwam. Tegenwoordig komt het grondwater in Beerschoten nergens meer tot het maaiveld. De laagste grondwaterstand is in diezelfde periode van 50–80 cm gedaald naar dieper dan 120 cm.
Waterbedrijf Vitens doet sinds 1962 aan drinkwaterwinning in Beerschoten. Dit afpompen voor drinkwater is de reden dat het water zo extreem gedaald is. Tussen 2000 en 2010 werd er ongeveer 7.000.000 kubieke meter water per jaar onttrokken aan het gebied. Wat opvalt is dat er in de afgelopen jaren veel planten zijn verdwenen die normaliter in de buurt van schoon water groeien. Ook is de vegetatie de afgelopen jaren verschraald.

## Noemenswaardige soorten in dit gebied

### Fauna
- Boommarter (Martes martes)
- Das (Meles meles)
- Egel (Erinaceus europaeus)
- Eikenpage (Favonius quercus)
- Groene specht (Picus viridis)
- Kamsalamander (Triturus cristatus)
- Raaf (Corvus corax)
- Ringslang (Natrix)

### Flora
- Borstelbies (Isolepis setacea)
- Douglasspar (Pseudotsuga menziesii)
- Gewoon struisgras (Agrostis capillaris)
- Schapenzuring (Rumex acetosella)
- Jacobskruiskruid (Jacobaea vulgaris subsp. vulgaris)

## Afbeeldingen

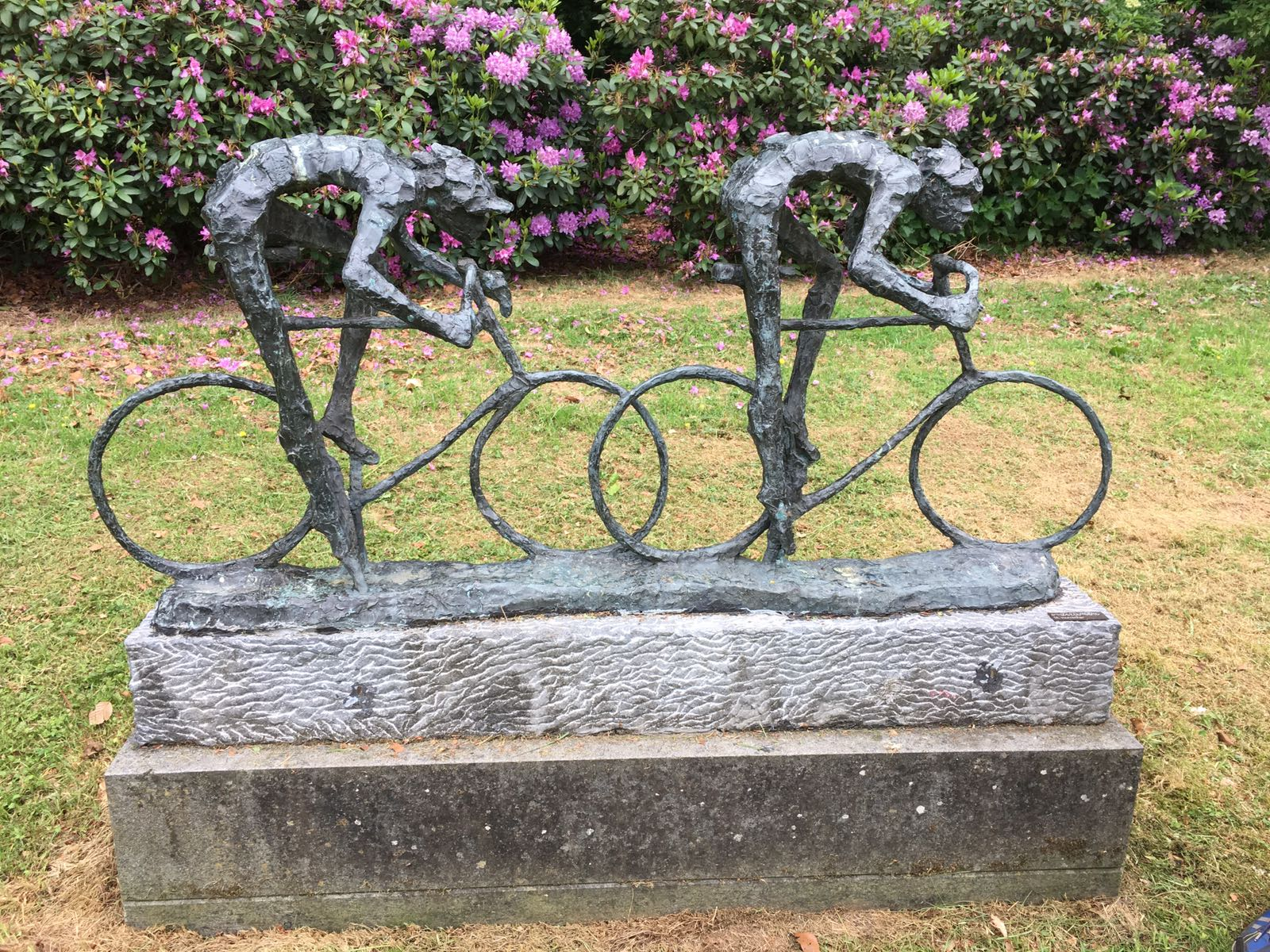
Beeld van wielrenners
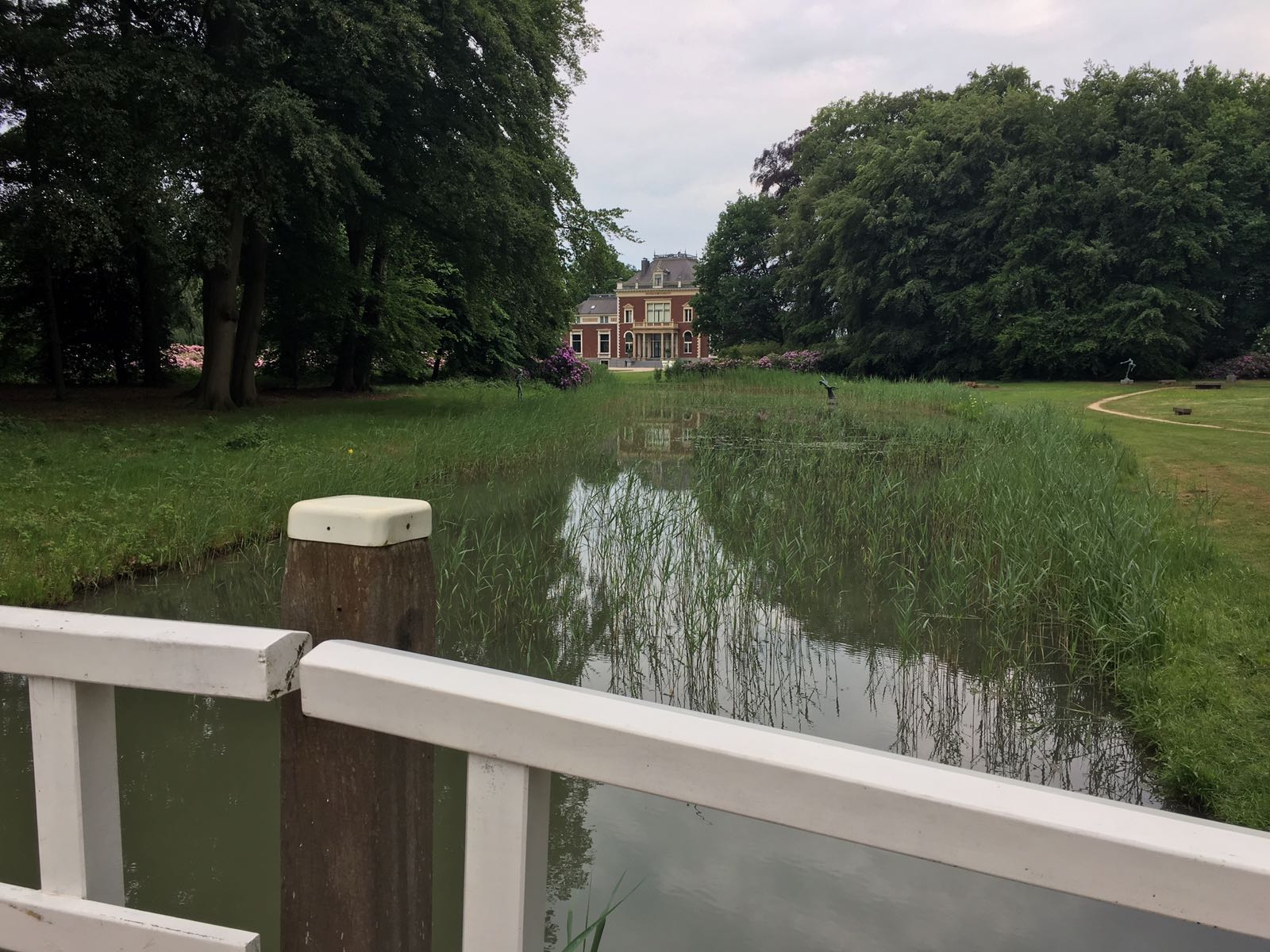
Zicht op het landhuis vanaf landgoed Beerschoten
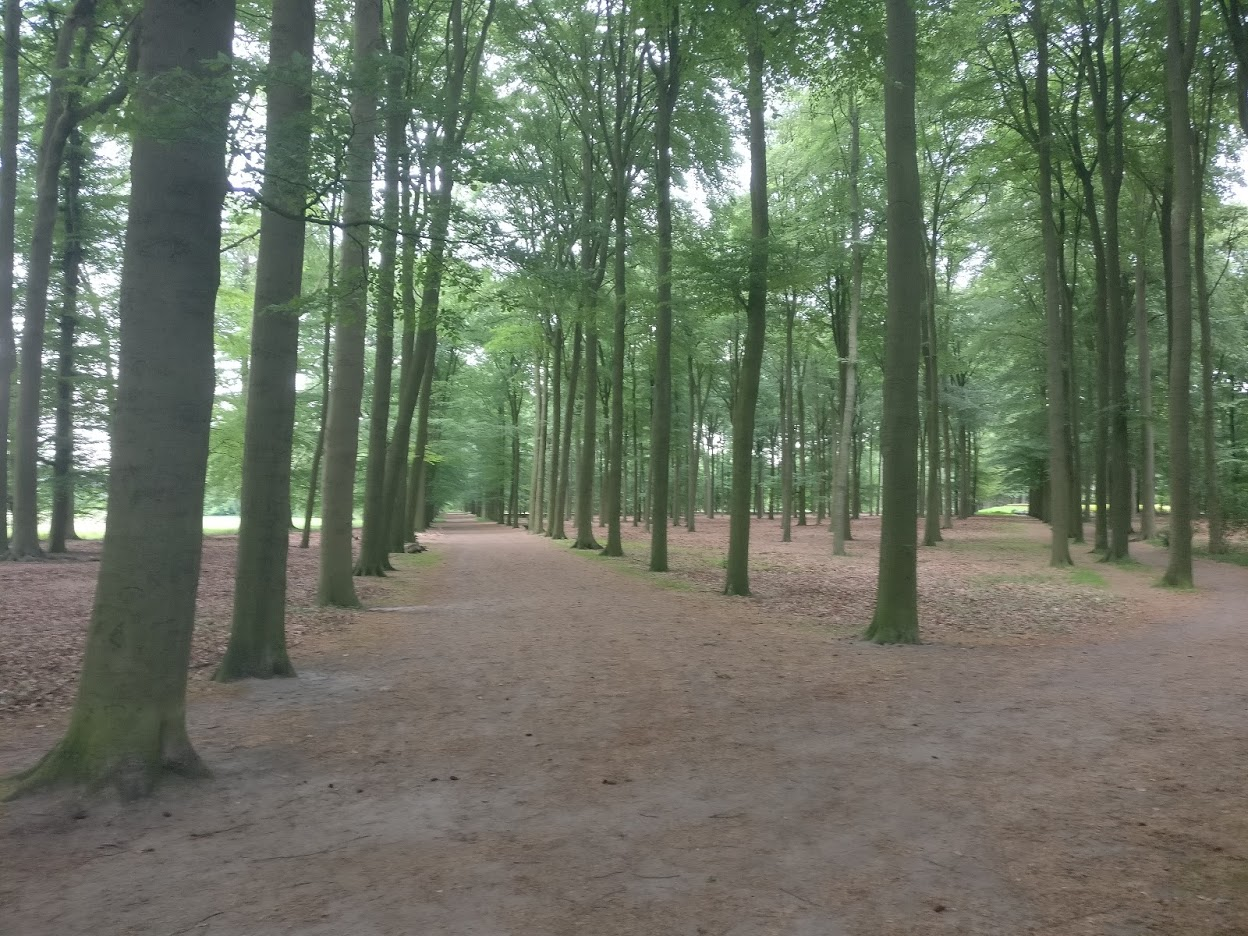
Ongemengd beukenbos
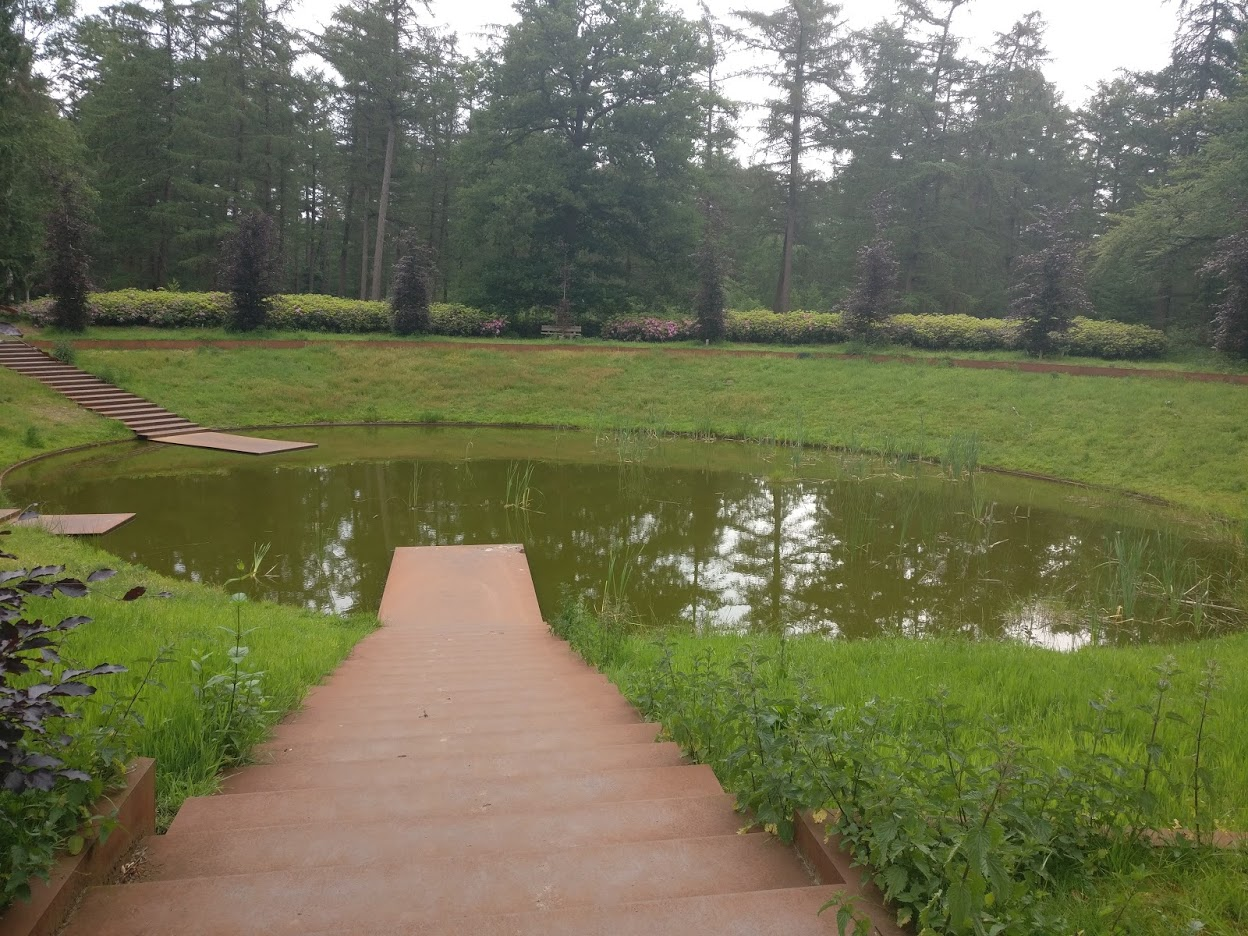
De vissenkom
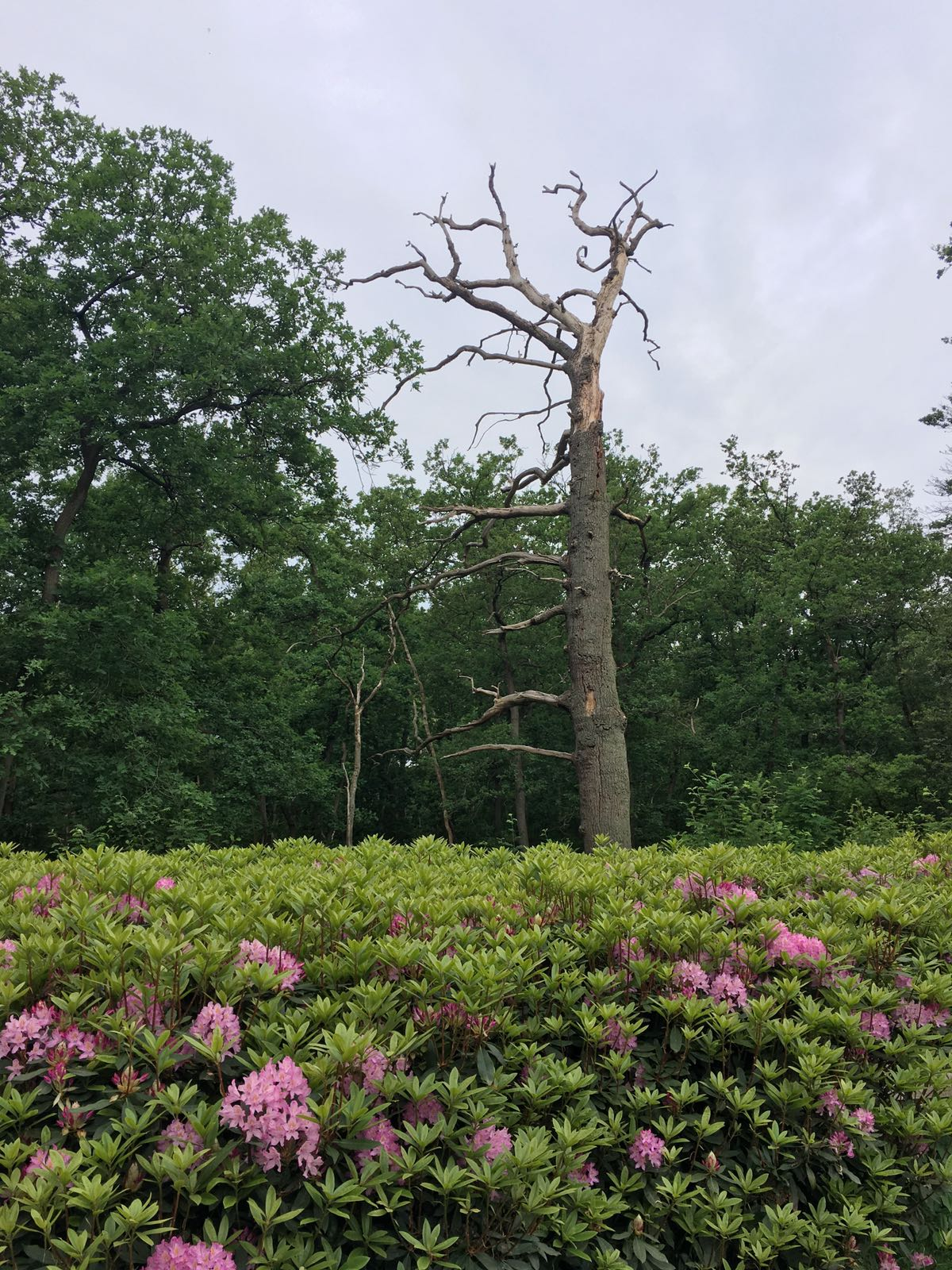
Spechtenhotel en rhododendrons bij de vissenkom
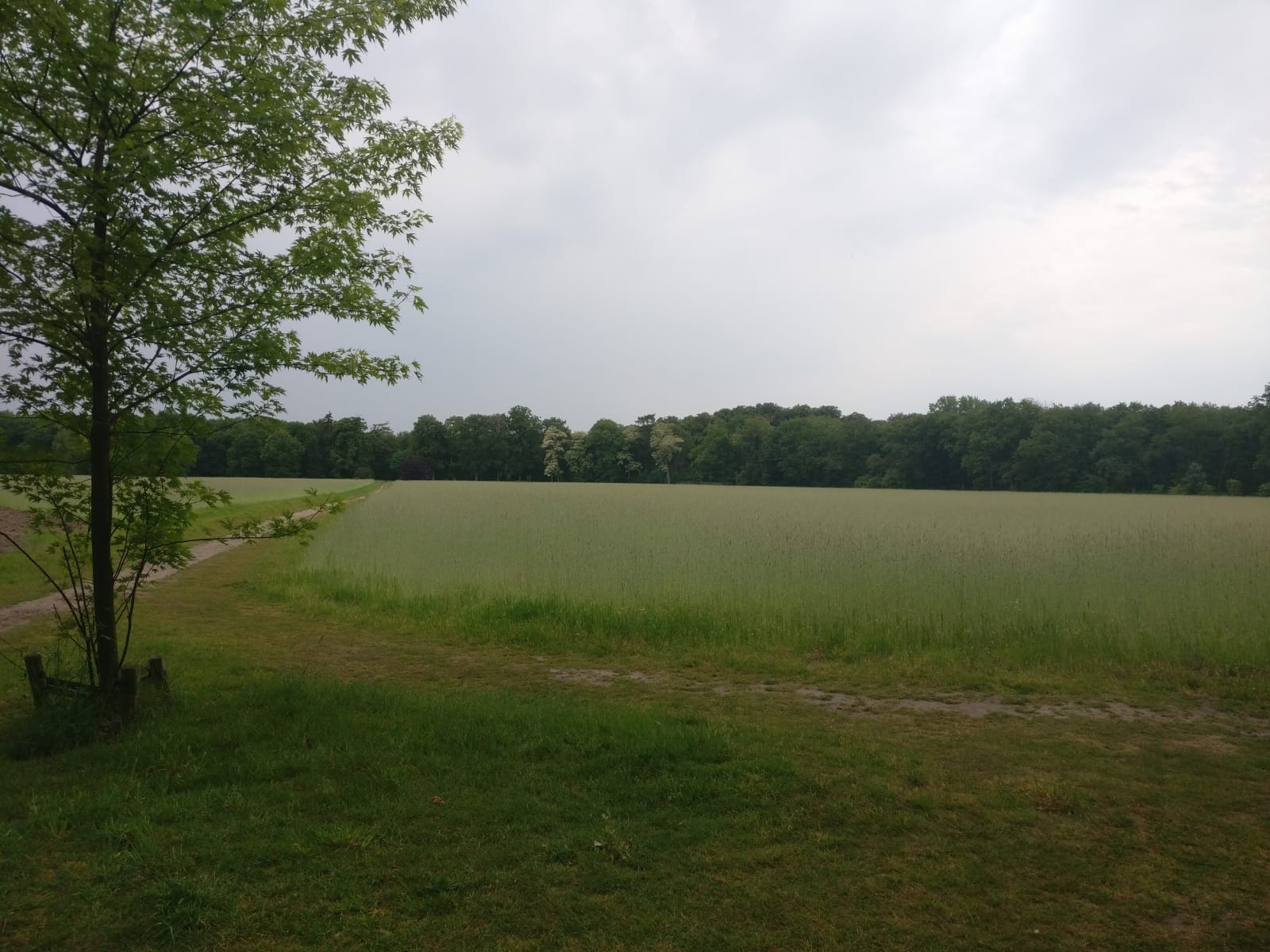
Akker met rogge
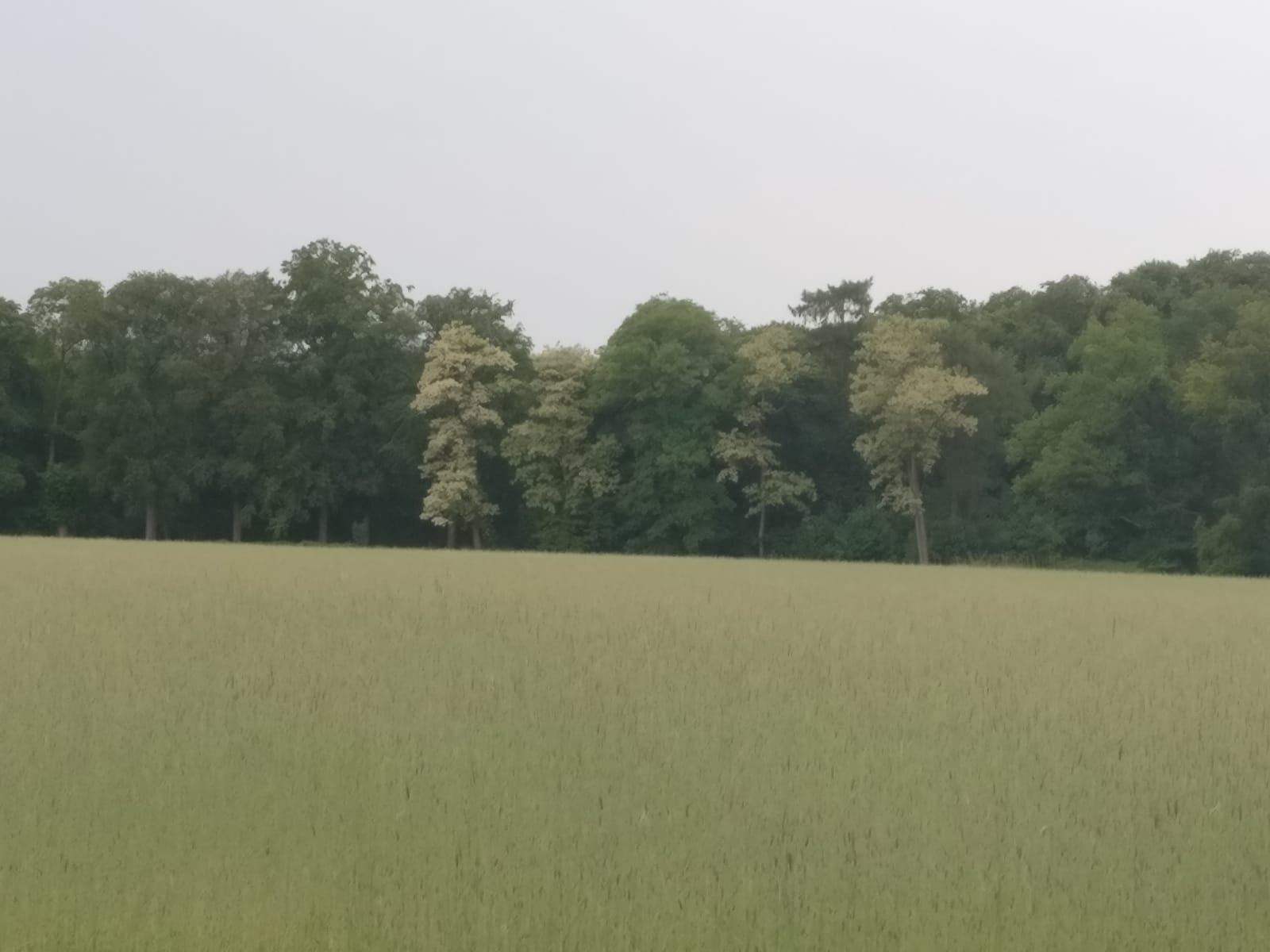
Bloeiende robinia's achter rogge-akker
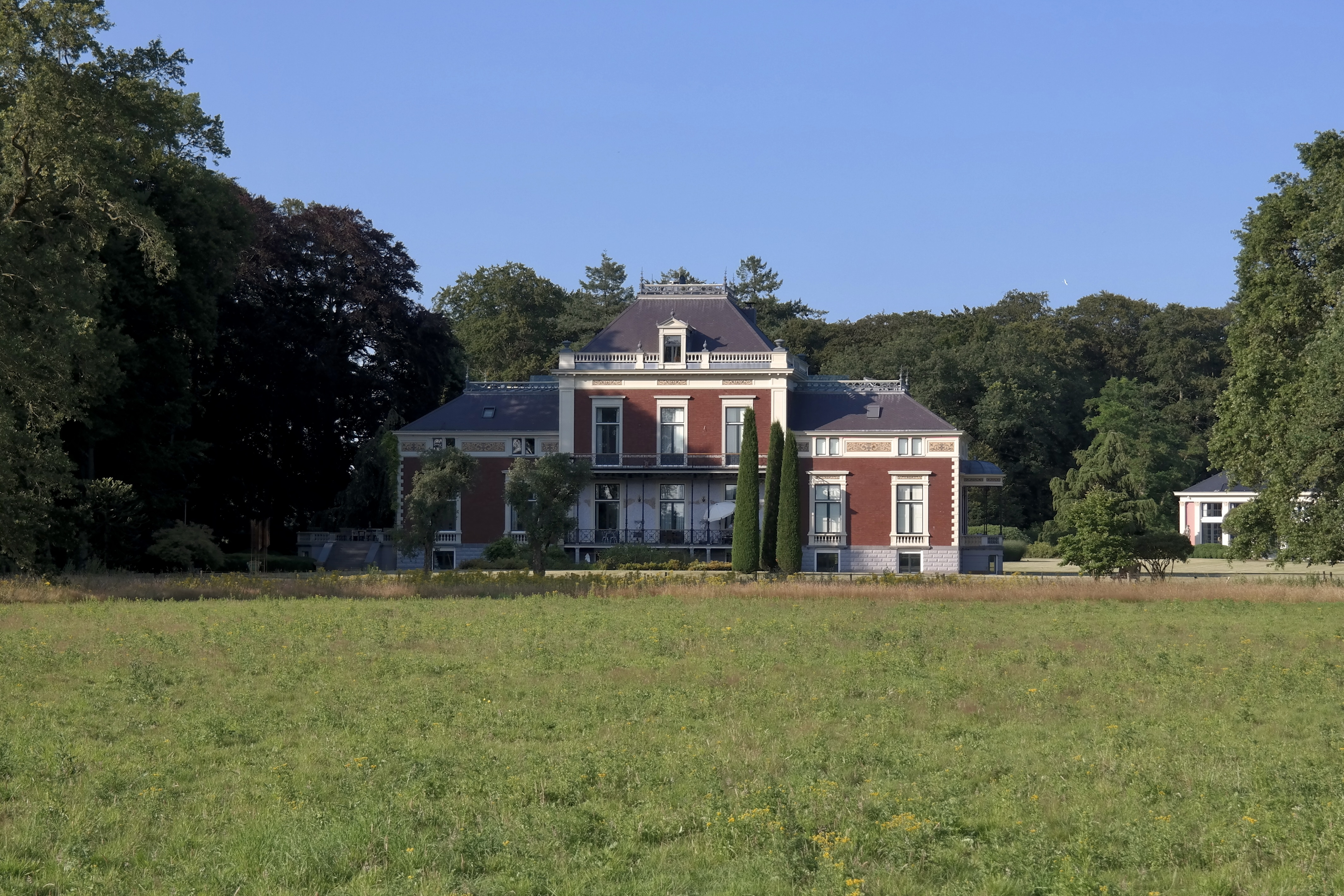
Van het zuiden gezien.

## Varia
Jaarlijks werd in november op het landgoed de 'Chocolademelkloop' gehouden. De opbrengst kwam ten goede aan het beheer. Zo werd bovenop de konijnenberg een linde geplaatst. Een bordje bij die linde herinnert de bezoeker nog aan de jaarlijkse hardloopwedstrijd.